# Chata na Szyrokim
Chata na Szyrokim – nieistniejąca chatka studencka, położona w Beskidzie Śląskim na północnych stokach Szyrokiego Wierchu. Obiekt znajdował się na wysokości ok. 680 m n.p.m. i zarządzana była przez Studenckie Koło Przewodników Beskidzkich w Katowicach. Obiekt był czynny od 2002 do października 2006, kiedy to prywatny właściciel budynku wymówił umowę dzierżawy.
Chata była zelektryfikowana, natomiast źródło wody i sanitariaty znajdowały się na zewnątrz. Miejsca noclegowe (ok. 20) znajdowały się na poddaszu. Dojście do schroniska odbywało się z Jaworzynki–Krężelki bez znaków (ok. 30 minut) lub wzdłuż granicy polsko-słowackiej z węzła szlaków (    ) nad Czadeczką od zachodu albo z Przełęczy Przysłop od wschodu.